# لیک اسوگو (اورگن)
لیک اسوگو (به انگلیسی: LakeOswego) شهری در شهرستان کلکمس ایالت اورگن است و در سرشماری سال ۲۰۱۱ میلادی، ۳۶٬۶۱۹ نفر جمعیت داشته که نسبت به سال ۲۰۱۰، ۰٫۲۹ درصد رشد جمعیت داشته‌است.

## موقعیت جغرافیایی
موقعیت جغرافیایی شهرها و مناطق اطراف به شرح زیر است: